# 諸口正巳
諸口 正巳（もろくち まさみ、4月3日 - ）は、日本のライトノベル作家。北海道出身、北海道在住。

## 経歴・人物
2006年「スコーピオン」(ZIGZAG NOVELS)でメジャーデビュー。2011年には「Clump,Clump」にて第3回幻狼大賞小説部門の奨励賞を受賞したが未書籍化、2016年には「常夜ノ国ノ天照」にて第1回カクヨムWeb小説コンテスト特別賞を受賞し出版された。
2020年8月20日に「最近の自身の作品に対して感想が何も来ないということは、読者に響くものが書けていない証拠。これ以上恥をかきたくない。私は承認欲求に取り憑かれ、大勢からちやほやされたくて書いていただけでした。」という理由を明かし、執筆活動を無期限休止する宣言をした。

## 作品リスト

### 「伝説狩り」シリーズ
- 『スコーピオン』（ZIGZAG NOVELS、イラスト：山本ヤマト） 2005年12月
- 『アンタレス』（ZIGZAG NOVELS、イラスト：山本ヤマト） 2006年3月
- 『クロカマキリ 鋼の同胞』（ZIGZAG NOVELS、イラスト：薗本真三） 2006年4月
- 『フェイスレス』（ZIGZAG NOVELS、イラスト：山本ヤマト） 2006年7月
- 『合金ミニスケープ』（ZIGZAG NOVELS、イラスト：薗本真三） 2007年4月

### 「殺神鬼勧請」（さつじんきかんじょう） シリーズ
- 『不死身のフジミさん - 殺神鬼勧請』（C★NOVELSファンタジア、イラスト：タカハシ） 2008年1月
- 『フジミさん大焔上 - 殺神鬼勧請』（C★NOVELSファンタジア、イラスト：タカハシ） 2008年5月
- 『フジミさん最恐伝説 - 殺神鬼勧請』（C★NOVELSファンタジア、イラスト：タカハシ） 2008年10月

### 「新月が昇るまで」シリーズ
- 『新月が昇るまで1 - 灰燼騎士団』（C★NOVELSファンタジア、イラスト：kaya8） 2009年9月
- 『新月が昇るまで2 - 鋼鉄の少女』（C★NOVELSファンタジア、イラスト：kaya8） 2012年1月
- 『新月が昇るまで3 - 夜明けの黒蛇』（C★NOVELSファンタジア、イラスト：kaya8） 2012年5月
- 『新月が昇るまで4 - 針の上の光』（C★NOVELSファンタジア、イラスト：kaya8） 2012年10月

### 「Are you Alice?」シリーズ
- 『Are you Alice? 君が捲る世界（一迅社文庫アイリス、原作：二宮愛、イラスト：田倉トヲル） 2010年7月
- 『Are you Alice? 君に捧ぐ世界（一迅社文庫アイリス、原作：二宮愛、イラスト：田倉トヲル） 2011年7月
- 『Are you Alice? 君と創る世界（一迅社文庫アイリス、原作：二宮愛、イラスト：田倉トヲル） 2012年6月

### 「停電少女と羽蟲のオーケストラ」シリーズ
- 『停電少女と羽蟲のオーケストラ 行ノ刻』（一迅社単行本、原作：二宮愛、イラスト：片桐いくみ） 2014年1月
- 『停電少女と羽蟲のオーケストラ 路ノ刻』（一迅社単行本、原作：二宮愛、イラスト：片桐いくみ） 2014年6月
- 『停電少女と羽蟲のオーケストラ 羽ノ刻』（一迅社単行本、原作：二宮愛、イラスト：片桐いくみ） 2016年6月

### 「被虐のノエル」シリーズ
- 『被虐のノエル Movement1 vow revenge』（KADOKAWA単行本、原作・イラスト：カナヲ） 2017年5月
- 『被虐のノエル Movement2 falling down』（KADOKAWA単行本、原作・イラスト：カナヲ） 2018年3月
- 『被虐のノエル Movement3 Family of "VERDE"』（KADOKAWA単行本、原作・イラスト：カナヲ） 2018年9月
- 『被虐のノエル Movement4 Look at me』（KADOKAWA単行本、原作・イラスト：カナヲ） 2019年10月

### ノンシリーズ作品
- 『ムシアオの森、カササギの剣』（一迅社文庫アイリス、イラスト：中村龍徳） 2008年9月
- 『世界時計と針の夢』上・下（C★NOVELSファンタジア、表紙：toi8） 2010年3月
- 『謳えカナリア』（エンターブレイン単行本、イラスト：THORES柴本） 2015年8月
- 『虚白ノ夢』（エンターブレイン単行本、原作：カナヲ、イラスト：野崎つばた） 2016年4月
- 『常夜ノ国ノ天照』（エンターブレイン単行本、イラスト：巖本英利） 2017年1月